# 叶飞帆
叶飞帆（1957年—），浙江平阳人，汉族，中华人民共和国政治人物、第十二届全国人民代表大会浙江地区代表。
毕业于上海交通大学动力机械工程专业，加入中国共产党。2013年，被选为全国人大代表。
現為紹興文理學院校長。